# Verchovna Rada della Repubblica Socialista Sovietica Ucraina
La Verchovna Rada della Repubblica Socialista Sovietica Ucraina (in ucraino Верховна Рада Української РСР?, Verchovna Rada Ukraïns'koï RSR) è stata il soviet supremo della Repubblica Socialista Sovietica Ucraina dopo l'approvazione della Costituzione del 1937.

## Storia
La Verchovna Rada fu istituita ai sensi della Costituzione della Repubblica Socialista Sovietica Ucraina del 1937 e le prime elezioni parlamentari si tennero il 26 giugno 1938.

## Funzioni
La Verchovna Rada eleggeva il Praesidium e la Corte suprema e contribuiva attivamente alla formazione del Consiglio dei ministri.

## Legislature
- I legislatura (1938-1947)
- II legislatura (1947-1951)
- III legislatura (1951-1955)
- IV legislatura (1955-1959)
- V legislatura (1959-1963)
- VI legislatura (1963-1967)
- VII legislatura (1967-1971)
- VIII legislatura (1971-1975)
- IX legislatura (1975-1980)
- X legislatura (1980-1985)
- XI legislatura (1985-1990)
- XII legislatura (1990-1994)[2]